# Khalid Meghraoui
Khalid El Maghraoui, né le 23 juillet 1948 à Rabat, est un footballeur marocain qui évoluait au FUS de Rabat en 1965.

## Carrière sportive
El Maghraoui commence sa carrière en 1961 dans l'équipe junior du FUS de Rabat. En 1964, il joue pour l'équipe nationale marocaine dans la catégorie jeune et c'est en 1965 à 17 ans qu'il rejoint l'équipe adulte du FUS de Rabat, avec lequel il remporte trois coupes du Trône, en 1967, 1973 et 1976. Il est également vice-champion du Maroc en 1981 et finaliste de la coupe du Maghreb des vainqueurs de coupe en 1974. Capitaine de l'équipe pendant plus de dix ans, il a cinq sélections avec la sélection nationale. Il prend sa retraite en 1983 et quitte le monde du football jusqu'en 1989, quand il est nommé directeur technique des catégories jeunes du FUS de Rabat de 1989 à 1992. 

## Controverse du changement de blason du FUS
En 2008, lors du changement de blason de l'équipe du FUS de Rabat, une polémique surgit du fait que l'ancien blason fut un cadeau de feu Mohammed V, ancien roi du Maroc qui a participé à sa conception. Plusieurs personnalités du club vont donner leurs avis dont Khalid El Maghraoui qui aura déclaré au public qu'il avait envoyé une lettre personnelle à ce sujet au bureau de la direction du Fath Union Sport leur demandant d'abandonner cette idée et de revenir à l'ancien blason.  
D'autant qu'il affirme que son père, Hajj Mohamed El Maghraoui, était parmi les concepteurs de ce blason car faisant partie des fondateurs du club, et qu'il a été acquis à cette époque grâce à son travail au palais car étant le fils du maalem Mohamed Ben Abdelkrim Fassi qui a supervisé la construction du palais royal de Dar Essalam à Rabat, du Mausolée Mohammed V, de la Mosquée Ahl Fès etc.

## Divers
En 2004, il fait partie d'un des fondateurs de l’École Mohammed Chaib, une école à but social créée à Rabat destinée aux enfants défavorisés. L'école vise à offrir une formation footballistique aux enfants de 8 à 13 ans n'ayant pas les moyens de rejoindre des écoles payantes. Elle propose une cotisation symbolique et des équipements subventionnés, tout en exigeant des performances scolaires.
Il écrit en 2022 un livre sur l'histoire de son club le Fus de Rabat qui est le premier livre sur la sélection footballistique.
Il est actuellement le président de l'Association des vétérans du Fath Union Sport.

## Palmarès
FUS de Rabat
- Championnat du Maroc
  - Vice-champion en 1981
- Coupe du Trône
  - Vainqueur en 1967, 1973 et 1976
- coupe du Maghreb des vainqueurs de coupe
  - Finaliste en 1974